# InterBase
InterBase SQL – system relacyjnych baz danych, pracujący w technologii klient-serwer, w którym została zaimplementowana pełna składnia języka SQL. Jest to łatwy w obsłudze i administrowaniu system baz danych, dostępny dla środowisk Microsoft Windows, Solaris i Linux. 
InterBase zostało opracowane przez firmę Borland i było sprzedawane jako element środowisk do tworzenia aplikacji bazodanowych. Od 2008 roku właścicielem produktu jest firma Embarcadero Technologies. 

## Wersja obecna

### Streszczenie
Od 2010 roku sprzedawana jest wersja 10 systemu o nazwie InterBase XE. System sprzedawany jest w kilku wersjach. Interbase instalowany jest na serwerze i wymaga co najmniej 40MB miejsca na dysku (nie licząc pojemności powstających baz). Na komputerze klienta instaluje się jedynie bibliotekę DLL o rozmiarze 400 KB, która zapewnia programom dostęp do serwera bazodanowego poprzez sieć komputerową. Występuje też wersja desktop instalowana na komputerze klienta i umożliwiająca pracę lokalną jednego programu.

## Wersja darmowa
W 2000 roku firma Borland udostępniła kod źródłowy serwera InterBase 6.0 i później na jego podstawie powstał niezależny projekt bazy danych o nazwie Firebird.